# بلديات ولاية قسنطينة

## ولاية قسنطينة: الدوائر والبلديات
ولاية قسنطينة هي إحدى ولايات الشرق الجزائري، وتُعدّ من أعرق الولايات حضارة وتاريخًا. تنقسم الولاية إداريًا إلى 7 دوائر و12 بلدية، وفق التقسيم الإداري المعتمد في الجزائر.

### التقسيم الإداري
منذ ديسمبر 2023، وبعد ترقية عين سمارة إلى دائرة جديدة، أصبحت ولاية قسنطينة تضم:
- 7 دوائر (arrondissements)
- 12 بلدية (communes)

### الدوائر والبلديات التابعة لها
| رقم | اسم الدائرة             | البلديات التابعة        |
| --- | ----------------------- | ----------------------- |
| 1   | دائرة قسنطينة           | قسنطينة                 |
| 2   | دائرة الخروب            | الخروب، أولاد رحمون     |
| 3   | دائرة عين عبيد          | عين عبيد، ابن باديس     |
| 4   | دائرة زيغود يوسف        | زيغود يوسف، بني حميدان  |
| 5   | دائرة حامة بوزيان       | حامة بوزيان، ديدوش مراد |
| 6   | دائرة ابن زياد          | ابن زياد، مسعود بوجريو  |
| 7   | دائرة عين سمارة (جديدة) | عين سمارة               |

ملاحظة: تمت ترقية عين سمارة إلى دائرة إدارية مستقلة في أواخر سنة 2023، بعدما كانت تابعة لدائرة الخروب.

### مدينة علي منجلي (وضع خاص)
علي منجلي ليست بلدية مستقلة، بل:
- مقاطعة إدارية (Ville Nouvelle)
- تابعة إداريًا لبلدية الخروب
- تضم عدة وحدات جوارية وأحياء
- يُقدّر عدد سكانها بأكثر من 400,000 نسمة

يوجد بها:
- مندوبيات بلدية
- مصالح أمنية وصحية مستقلة
- منشآت جامعية وسكنية كبرى

### قائمة البلديات (حسب الترتيب الأبجدي)
1. ابن باديس
2. ابن زياد
3. بني حميدان
4. ديدوش مراد
5. الخروب
6. زيغود يوسف
7. عين عبيد
8. عين سمارة
9. قسنطينة
10. مسعود بوجريو
11. أولاد رحمون
12. حامة بوزيان

ملاحظة: بعض المصادر تدرج سيدي مسيد كبلدية قديمة مدمجة ضمن بلدية قسنطينة